# Umanesimo integrale
Umanesimo integrale è un libro di Jacques Maritain del 1936.

## Storia
Nel 1936 l'autore pubblicò il testo di sei lezioni tenute nel 1934 presso l'Università di Santander in cui delineava l'ideale storico di una nuova Cristianità e di un nuovo umanesimo, alternativo da una parte al marxismo, al liberalismo e al fascismo ma dall'altra anche alla vecchia cristianità medioevale.
Al contrario delle opere precedenti il termine storico di confronto non è più la III Repubblica francese, prototipo della società borghese, bensì l'Unione sovietica e le dittature fasciste.

## Contenuti

### Primo capitolo

#### Eroismo e umanesimo
Nel primo capitolo Maritain sostiene la tesi secondo la quale l'antinomia fra eroismo e umanesimo (per cui i periodi umanistici sarebbero caratterizzati da decadenza e rifiuto del sovrumano in nome dell'umano, mentre i periodi eroici sarebbero segnati da ascesa creatrice e rifiuto dell'umano per il sovrumano) potrebbe essere sanata da un umanesimo che sa aprirsi al sovrumano e che nello stesso tempo è consapevole della grandezza dell'uomo. Il breve capitolo si chiude con l'invito a non chiudere l'umanesimo agli apporti religiosi e si rammenta che i valori fondanti della modernità trovano la loro sorgente nella tradizione cristiana.

### Secondo capitolo

#### La tragedia dell'umanesimo
Nel secondo capitolo si affronta il problema antropologico, prima dal punto vista medioevale e poi moderno.
Per il pensiero medioevale ogni uomo è persona  ("universo di naturale spirituale dotato della libertà di scelta e costituente un tutto indipendente di fronte al mondo") ed è essere nello stesso tempo naturale e soprannaturale.
Nel medioevo (è questo il suo forte limite) tuttavia manca del tutto "lo sguardo della creatura su stessa", poiché lo sguardo dell'uomo è troppo sbilanciato sulle realtà divine per occuparsi in modo profondo delle realtà create e umane, laddove nell'etica la soggettività umana viene trascurata in nome dell'oggettività della legge morale.
Con il Rinascimento la situazione inizia a mutare: la creatura viene riabilitata in una prospettiva naturalistica e antropocentrica.
Parte fondamentale di questo processo è la Riforma protestante, secondo la quale l'uomo che riceve la Grazia, pur rimanendo integralmente corrotto e privo di libero arbitrio, diviene l'eletto di Dio sulla terra con la conseguenza che "le sue esigenze imperialistiche saranno senza limiti e la prosperità materiale gli apparirà come un dovere del proprio stato".
Il pessimismo protestante sposta il centro vitale dall'ordine spirituale a quello naturale a causa del forte rilievo che attribuisce al peccato originale. La nuova visione della libertà umana si fa largo anche in teologia con Luis de Molina che afferma l'iniziativa primaria dell'uomo nell'atto morale.
Stesso processo si ripete in etica dove si ha una svolta naturalistica che riduce la grazia "a semplice frontone il quale corona la natura".
Alla subordinazione organica medioevale fra natura e grazia si passa ad una dicotomia meccanica fra le due. Con Rousseau e Hegel si compie poi la definitiva eliminazione di ogni componente non immanente della persona umana e la sua riduzione ad essere puramente naturale.
Ma l'errore tragico della modernità non è stato nel rivalutare l'uomo, ma aver riabilitato l'uomo senza Dio e contro Dio: Maritain distingue fra due umanesimi: 
- un umanesimo teocentrico che riconosce Dio come centro e
- un umanesimo antropocentrico che pone invece nell'uomo il centro della sua umanità e che viene definito "inumano", negando Dio o dimenticandolo. Quest'ultimo tuttavia si sta ormai decomponendo sotto i colpi del darwinismo e della psicoanalisi che hanno messo in crisi l'assoluta autonomia e centralità dell'uomo. Ormai questo umanesimo è sul punto di abdicare a profitto dell'uomo collettivo marxista o hegeliano.

Maritain passa poi a delineare storicamente le fasi storiche dell'umanesimo antropocentrico:
- il primo periodo (1300-1600) è caratterizzato da un naturalismo cristiano e dal dominio dell'uomo sulla natura "benedetto" da Dio;
- il secondo periodo (1700-1800) è caratterizzato dalla definitiva separazione della cultura dalla religione e da una fortissima affermazione della tecnica a cui si chiede di procurare la felicità all'uomo;
- il terzo periodo (1900) è caratterizzato dal definitivo spostamento del fine ultimo dell'uomo in sé stesso e la conseguente rivolta dell'uomo contro il mondo e contro Dio al fine di far sorgere una nuova umanità mentre le energie di d'ordine materiale che egli pone in opera con la tecnica invadono lo stesso mondo umano.

Dal punto di vista teologico la modernità, distruggendo il concetto medioevale di "analogia entis" (ossia la natura creata dal nulla a immagine e somiglianza di Dio trinitario e trascendente), genera due opposte degenerazioni: 
- da una parte il razionalismo cartesiano con il suo carico di volontarismo teologico e con la sua ragione geometrica che non coglie più il mistero e
- dall'altra parte il giansenismo con il suo fideismo.

Il processo di dissoluzione continuò con Hegel, autore di La vita di Gesù, mediante la riduzione di Dio a idea priva di qualsiasi trascendenza. Infine con Nietzsche il naturalismo sfocia definitivamente nell'ateismo con la morte di Dio e della personalità libera e spirituale dell'uomo.
Ormai secondo il filosofo sono due le posizioni che si presentano alla fine di questa evoluzione, l'atea pura e la cristiana pura.

### Terzo capitolo

#### Un nuovo umanesimo
Il terzo capitolo è dedicato all'esame di una forma molto diffusa di ateismo contemporaneo, quella marxista.
Maritain evidenza subito che il marxismo è «un sistema completo di dottrina e di vita il quale pretende di svelare all'uomo il senso dell'esistenza, risponde a tutte le questioni fondamentali poste dalla vita e manifesta una potenza di inviluppamento totalitario».
Il marxismo è quindi una religione, di cui il materialismo dialettico costituisce la teologia dogmatica. Il comunismo è l'espressione etica e sociale e l'ateismo dogmatico il primo articolo di fede.
Ma nonostante la radicale diversità fra pensiero marxista e pensiero cristiano, Maritain fa notare che le idee marxiste, ad esempio comunione, sacrificio e fede nella causa, si rivelano ad un esame più accurato essere nient'altro che "schegge impazzite", energie religiose secolarizzate di cui il marxismo si nutre e grazie alle quali vive.
Successivamente si passa prima ad analizzare il risentimento marxista contro il mondo cristiano colpevole (a ragione secondo Maritain) nel secolo XIX di aver tradito totalmente nell'organizzazione sociale ed economica lo spirito del Vangelo poi ad esaminare la dottrina marxista. Karl Marx, rifiutando non solo l'idealismo ma anche il concetto stesso di spirito, ha sottomesso ogni ambito della vita umano alla sfera economica: "la causalità materiale è diventata la causalità puramente e semplicemente primaria" (Maritain tuttavia non vuole con questo negare che l'aspetto economico eserciti un pesante condizionamento sull'ideologia borghese, ma evidenzia che lo stesso principio non si può applicare alle società precedenti). Il marxismo, poi "respingendo" il processo dialettico nella materia, afferma che il processo economico (non autonomamente ma con tutte le energie che esso genera) trasformerà l'uomo alienato di oggi in padrone della storia e del mondo domani: la redenzione dell'umanità avverrà per mezzo del proletariato e condurrà alla libertà l'umanità e all'individuo della società liberale subentrerà l'individuo collettivo che, liberato con l'abolizione della proprietà privata, assumerà i tratti che la coscienza alienata attribuiva a Dio. Messianismo ebraico, russo e hegeliano si fondono insieme. La redenzione socialista, però, al contrario del Cristianesimo che vede la storia umana come un'ambivalenza di bene e di male che si dirige verso il Regno dei Cieli, non avverrà fuori dalla storia (giudizio finale cristiano) ma nella storia. Nel paragrafo successivo ci si chiede se l'ateismo possa essere vissuto nelle sue radici metafisiche più profonde: la risposta è negativa (sulla scorta di Dostoevskij) perché l'"ateismo se potesse essere vissuto sino alla radice del volere, ucciderebbe la volontà" in quanto quest'ultima desidera sempre un fine ultimo a cui rivolgersi, sia il vero Dio o un idolo. Consci della difficoltà, infatti i teorici marxisti dell'URSS hanno preferito aggirare il problema propagandando un ateismo pratico piuttosto che metafisico. Ma le credenze atee di una persona non le impediscono di credere e di amare sia pure oscuramente Dio senza esserne consapevole e chiamandolo con un altro nome ("crede negare Dio e in realtà nega qualcos'altro che Dio). Ma verrà il giorno che i problemi fondamentali, a lungo occultati dall'indottrinamento, si porranno di nuovo e per salvare le proprie conquiste il marxismo dovrà rimuovere l'errore spirituale originario. Maritain passa ad esaminare l'ateismo russo dal punto di vista culturale e spera che possa paradossalmente aiutare a purificare la religiosità russa dall'eccesso di soprannaturalismo e dall'irrazionalismo. Concluso l'esame dell'ateismo sovietico, si passano ad esaminare le posizioni cristiane, quella barthiana e quella tomista. Respinta la prima che cade negli stessi errori di Lutero credendo che la grazia non vivifichi, si passa alla seconda e Maritain afferma che il suo compito è "salvare le verità umanistiche, sfigurate da quattro secoli di umanesimo antropocentrico, nel momento in cui la cultura umanistica si corrompe e nel quale queste verità pericolano con gli errori che le viziavano e le opprimevano". 

Si passa ad affrontare il problema antropologico nell'ottica di "una nuova età di cristianità": in essa la persona verrà riabilitata e innalzata ma in Dio e per mezzo della santità, verranno respinte in tema di grazia sia le tesi moliniste che quelle calviniste si tornerà all'equilibrio tomista e scruterà "con coscienza di sé evangelica" la soggettività umana. Inoltre ci dovrà essere una presa di coscienza delle esigenze evangeliche della vita profana e secolare. Si passa a criticare sia l'uomo del liberalismo borghese (fariseo, ipocrita, ateo nei fatti e devoto a parole, mediocre e la cui falsa coscienza dissimula interessi economici) sia i rimedi marxisti che dissolvono la persona nel monismo della vita collettiva. Dopo aver affermato che bisogna separare il giudizio sul marxismo da quello sull'URSS, Maritain esamina i risultati della rivoluzione bolscevica, lodando da una parte la liquidazione del sistema del profitto ma nello stesso tempo criticando il totalitarismo, l'ateismo di stato e l'idolatria della tecnica che la caratterizzano. Lo stesso amore, che sicuramente è presente nei rivoluzionari russi, è tuttavia pietrificato dall'ateismo e reso violento. Anche l'umanesimo socialista contiene gravi errori, pur essendo pervaso da "un grande slancio verso la verità" e non basta sovrapporre l'idea di Dio per renderlo accettabile. È necessaria una sintesi più alta: l'umanesimo integrale, il quale è "capace di salvare e di promuovere, in una sintesi fondamentalmente diversa, tutte le verità affermate o presentite dall'umanesimo socialista, unendole in modo organico e vitale ad altre verità". Nonostante molti errori, i meriti del socialismo sono stati innegabili e grandi poiché il socialismo è stato il primo a denunciare il guasti della società capitalista e "lo si può criticare efficacemente solo rimanendogli su molti punti debitori". Si fa poi una considerazione di metodo sull'umanesimo marxista e su quello integrale: il primo è manicheo e respinge nelle tenebre l'eredità religiosa, al contrario il secondo salva, sia pure purificandole dagli errori, tutte le esigenze e i contributi che sono venuti dalle eresie, dagli scismi e dai traviamenti del cuore e della ragione. Nell'umanesimo integrale c'è posto perfino per Lutero e Voltaire: "io voglio essere debitore a Voltaire per ciò che riguarda la tolleranza civile e a Lutero per ciò che riguarda il non conformismo e onorarli per questo". La fine del capitolo ribadisce la necessità di "trasformare l'uomo borghese" e l'intera struttura sociale in senso cristiano.

### Quarto capitolo
Il capitolo successivo - "Il cristiano e il mondo" - affronta il complesso rapporto fra sfera spirituale e sfera temporale. Dopo aver affermato l'irriducibilità della religione alla cultura e affermato la subordinazione di quest'ultima alla prima, sia pure nel rispetto della distinzione fra piano spirituale e piano temporale, si passa ad esaminare la "politische Theologie" che fonde al contrario i due piani sacralizzando la politica e preannunciando l'avvento del Regno di Dio nel tempo e nella storia ad opera della Germania. Il Regno di Dio, secondo Maritain, è invece il termine finale della storia della Chiesa e del mondo ma, mentre la storia della Chiesa è già storia del Regno di Dio iniziato nel tempo che alla fine si troverà rivelato la storia del mondo non giungerà al suo termine ultimo che mediante un mutamento sostanziale. Dopo aver criticato la visione satanocratica della storia di matrice luterana o machiavellica e quella teofanica e mistica di matrice ortodossa, si passa all'esame della versione occidentale di quest'ultima, cioè l'utopia teocratica che "chiede al mondo stesso l'effettiva realizzazione del Regno di Dio almeno nelle apparenze della vita sociale". Tale tesi è respinta: Cristo infatti non è venuto né per mutare i regni della terra né per fare una rivoluzione temporale e ogni possibile confusione o unione fra Stato e Chiesa (teocraticismo clericale nella sua versione medioevale e teocraticismo imperiale durante le monarchie assolute) è stata sempre rigettata con forza dalla tradizione cattolica fin dai tempi di Canossa. 

Dopo aver criticato in nome del detto evangelico non in solo pane vivit homo sed omni verbo quodo procedit ex ore Dei la visione naturalistica e razionalistica della storia che sfocia nella teocraticismo ateo, si illustra la visione cristiana della storia: la storia è ambivalente in quanto lacerata fra salvezza e perdizione, bene e male e pur essendo dovere di ogni uomo volere un mondo migliore, questa aspirazione per quanto possa essere perseguita con ogni mezzo e ogni energia, non potrà che trovare nel migliore dei casi una realizzazione parziale, relativa, incompleta e contestata. Quindi il dovere del cristiano "non è di fare di questo mondo stesso il regno di Dio, bensì di fare di questo mondo secondo l'ideale storico richiesto dalle diverse età, il luogo di una vita terrena pienamente umana, cioè piena certamente di debolezze ma anche piena d'amore, le cui strutture sociali abbiano come misura la giustizia, la dignità della persona umana, l'amore fraterno e che pertanto prepara l'avvento del regno di Dio in modo filiale, non servile, cioè mediante il bene che fruttifica in bene, non mediante il male che serve al bene come mediante violenza". Si passa poi a illustrare quale sia "la missione temporale del cristiano" e si ribadisce di "transpenetrare" il mondo affinché "la rifrazione della grazia del mondo della grazia sia sempre più effettiva e l'uomo possa viverci meglio la sua vita temporale". Segue una dura critica della società capitalista (ormai cristiana solo ipocritamente) nei cui processi si nasconde "un disordine radicale" e il cui "il culto dell'arricchimento terreno diventa la forma della civiltà" e colpevole di aver ridotto la persona a consumatore. Gravi sono state le responsabilità dei cristiani che non hanno fatto niente per opporsi a questo processi e hanno lasciato il problema alle forze socialiste (una causa di ciò viene trovata nell'assenza di una visione sociale del problema che solo nel XIX secolo è cominciata a sorgere nel mondo cattolico). È giunta l'ora che il cristiano scenda ad occuparsi delle questioni sociali ed economiche del proprio tempo e si impegni a cambiare la società in cui vive con la sua opera di santità e amore rifuggendo sia dall'eroismo puramente interiore e spiritualistico (tipico di una religiosità intimistica) e sia da quello puramente esteriore e sociale (tipico del marxismo). La rivoluzione poi prima di essere sociale dovrà essere morale perché come dice Maritain voi non potete trasformare il regime sociale del mondo moderno che provocando nello stesso tempo e anzitutto in voi stessi, un rinnovamento della vita spirituale e morale. Dopo aver affermato la chiamata universale alla santità e fatto un riassunto delle posizioni esposte il capitolo si chiude.

### Quinto capitolo
Il successivo è dedicato all'esame degli aspetti generali dell'ideale storico di una nuova cristianità: per ideale storico si intende "un'immagine prospettica significante il tipo particolare di una civiltà al quale tende una data età" e si contrappone all'utopia, ente di ragione fittizio isolato da ogni esistenza data. Si passa a criticare il determinismo marxista, pur non negando la limitata libertà della persona nel processo storico, si afferma che la storia procede lentamente verso la liberazione dalle necessità. Si delineano poi i tratti della "città temporale astrattamente considerata":
- l'aspetto comunitario ("il fine della città è un bene diverso comune diverso dalla semplice somma dei beni individuali");
- aspetto personalistico (il bene comune e temporale deve rispettare e servire i fini sovra temporali della persona umana, la città non deve condurre alla perfezione la persona ma deve promuovere "lo sviluppo di condizioni d'ambiente che portano in tal modo la moltitudine a un grado di vita materiale, intellettuale e morale conveniente al bene e alla pace del tutto, che ogni persona vi si trovi aiutata positivamente nella conquista progressiva della propria completa vita di persona e della propria libertà spirituale").

La persona è parte di una comunità, ma "non secundum omnia sua" in quanto esistono aspirazioni "della persona che trascendono la sfera sociale e politica". Inoltre la città terrena "non è una società di genti installate in dimore definitive ma di genti in cammino" e la sua condizione di vita non va confusa con la beatitudine senza per questo rassegnarsi al male e alla miseria. Bisogna evitare in politica sia una concezioni univoca secondo la quale i principi si realizzano nelle stesse modalità anche in condizioni diverse sia una visione equivoca secondo la quale cambiando le situazioni cambiano anche i principi. La vera soluzione è una visione analogica: "i principi non variano ma si applicano con modi essenzialmente diversi". Dopo aver affermato che l'ideale di nuova Cristianità non può essere quello medioevale poiché il cammino della storia è irreversibile e non è ammesso tornare indietro e che si rifuggirà dall'economicismo e dalla prospettiva a breve termine nel delineare il nuovo ideale di Cristianità, si passa ad esaminare l'ideale della Cristianità medioevale (il Sacro Impero). Esso aveva come tratti caratteristici l'ideale della forza a servizio di Dio, l'unione di sacro e profano, la concezione sacrale del temporale, l'unità organica massimale, la funzione ministeriale della sfera temporale nei riguardi delle sfera religiosa, impiego della forza dello stato per il bene delle anime (Maritain non condanna del tutto questa forte sollecitudine per il bene delle anime che lo stato medioevale aveva al contrario dello stato moderno che si interessa solo dei reati contro i corpi ma non può far a meno di notare le mostruose degenerazioni che questo principio portò in particolare con l'affermarsi degli assolutismi), l'idea delle "razze sociali", il corporativismo, la concezione famigliare dell'autorità e l'edificazione di una struttura sociale e giuridica a servizio di Dio. Con la fine del medioevo inizia il processo di decomposizione di questo mondo: l'unità spirituale e politica si spezza, il primato dello spirituale è svuotato dal machiavellismo, "l'eresia più accettata dei tempi moderni", la comunità cristiane si ripiegano su stesse per difendersi dai furiosi attacchi esterni (nascono milizie spirituali come quelle dei gesuiti) e si diffonde l'assolutismo ma l'unità spirituale continua a rimanere come fondamento primo del corpo sociale. Con il trionfo del liberalismo e del razionalismo poi anche questa unità spirituale cessa. Mentre vittoria del liberalismo e del capitalismo suscita violentissime reazioni, i processi di degradazione toccano l'acme. L'unica forma di unità della comunità politica che può essere perseguita, venuto meno il collante spirituale, è quella basata sulla costrizione e sulla violenza. È giunta l'ora che la Cristianità torni a guidare la storia ma non potrà tornare nella veste medioevale che è ormai definitivamente superata. Il capitolo successivo delinea infatti i caratteri della nuova cristianità che si differenzia da quella medioevale per l'approccio profano cristiano, non sacrale cristiano del temporale. Una tale visione pur essendo, da una parte antitetica a quella dell'umanesimo antropocentrico, sarà anche opposta anche all'ideale di Sacrum imperium medioevale, si caratterizzerà per un forte pluralismo sociale("la società civile non è composta solo da individui ma di società particolari e una città pluralistica riconosce a tali società un'autonomia più profonda possibile e diversifica la propria struttura interna secondo le convenienze tipiche alla loro natura"),pluralismo economico (sostituzione del sistema capitalistico con un sistema comunitario-personalistico) e pluralismo giuridico(tolleranza delle minoranze religiose che senza cadere nell'indifferentismo liberale verrebbero orientate verso il rispetto della legge morale).

Una tale civiltà non sarà più unita dalla professione di una fede comune ma "da un'unità di orientamento che procede da una comune aspirazione verso la forma di vita comune meglio accordata agli interessi sovra temporali della persona". Quanto ai partiti si caratterizzeranno per la loro essenzialità, la disciplina morale, lo sforzo morale, la loro molteplicità e la loro libertà. La città non perseguirà più un'unità massimale ma minimale "essendo il suo centro di formazione situato nella vita delle persone, non al livello più elevato degli interessi sovra temporali di questa ma al livello dello stesso piano temporale". Non si potrà quindi fondare la convivenza civile su nessuna fede religiosa o laica che sia. Sarà la politica a farlo. La struttura politica di questa città sarà basata sulla democrazia personalistica (partecipazione dei cittadini alla vita politica sia con il voto sia direttamente) e sulla separazione fra potere esecutivo (che dispone dell'imperium e del judicium ultimum) e potere legislativo (che dispone invece del judicium). La sfera temporale non sarà considerata né totalmente autonoma dalla sfera spirituale(concezione liberale) né strumentale ad essa(concezione medioevale) ma come fine infravalente subordinato allo spirituale in qualità di agente principale meno elevato Questo è il modello di stato laico di Maritain, uno stato che pur avendo il temporale come fine principale, non lo consideri fine ultimo. La città profana cristiana non accetterà né la concezione liberale della libertà(libertà di scelta) né quella imperialistica (libertà di grandezza) bensì quella cristianamente ispirata (libertà di autonomia). Pur favorendo la vita spirituale delle persone meno dal lato dell'oggetto, la tolleranza della città profana cristiana la favorisce maggiormente dal lato del soggetto. Si passa ad esaminare il tema della libertà di espressione e di stampa che va regolata non per mezzo della forza della legge ma per mezzo di auto regolamentazione progressiva e responsabile e il tema dei valori della città profana cristiana che non saranno più quelli della fede né tanto meno quelli dello stato quanto piuttosto quelli del raggiungimenti della vera libertà. La legge non proibirà ogni male come fa la legge divina ma permetterà alcuni mali qualora la loro distruzione di questi ultimi metterebbe a rischio beni maggiori.

Si passa all'enunciazione della dottrina economica che si caratterizza per:
- l'accesso per tutti alla proprietà privata;
- l'uso comune della proprietà privata;
- la comproprietà non spersonalizzata dei mezzi di produzione;
- il riconoscimento del titolo di lavoro;
- un ordinamento corporativo pluralistico e democratico;
- "aver per nulla il maggior numero di beni" in virtù di un ufficio di distribuzione gestito dalle varie comunità organiche.

Dopo aver ribadito l'importanza di principi morali e l'insufficienza delle sole tecniche per liberare l'uomo e aver criticato la concezione borghese e materialistica del matrimonio (Maritain, pur rifiutando l'indipendenza economica della moglie, chiede l'uguaglianza giuridica dei coniugi) si passa a paragonare la società che si sta delineando ad un'associazione di collaboratori di una stessa opera e si auspica il passaggio da un'aristocrazia del denaro ad un'aristocrazia del lavoro. Il principio comune di questa città "non sarebbe l'ideale medioevale di un impero di Dio e ancor meno il mito della Classe, della Razza, della Nazione o dello Stato "bensì l'ideale "della dignità della persona umana".

Non bisogna cercare "un minimo dottrinale comune" che unisca gli appartenenti a questa città perché sarebbe impossibile, ma ci si deve impegnare, tutti, credenti e non, in "un'opera pratica comune" che certamente intesa nella sua pienezza impegna tutto il cristianesimo ma, poiché è opera profana e non sacrale, ad essa tutti possono partecipare, sia che credano sia che non credano nelle verità del Vangelo e anzi abbiano una visione parziale e deficiente di esse. Il motto di quest'opera comune sarà "Chi non è contro di voi è con voi".

Dopo aver evidenziato l'importanza del tomismo in quest'opera fra tradizione e modernità che respinga sia ciò che c'è di morto negli ideali della cristianità medioevale, sia dall'altra parte "l'ideologia di decomposizione rivoluzionaria che si erge contro l'idea stessa di Cristianità", si passano a delineare le condizioni di realizzazione di questo ideale. Prima di tutto ci deve un rinnovamento della scala di valori nella sfera temporale che rigetti l'economicismo e il politicismo machiavellico. Per essere un buon politico servono sia principi morali che abilità tecniche e dopo aver ribadito che il sapere politico non si riduce alla morale dell'individuo ma costituisce un ramo speciale del sapere morale che si occupa del bene degli uomini riuniti in città, si distingue fra utilità dello Stato e bene comune: l'uccisione di un innocente può apparire in alcuni casi necessaria per il superiore interesse dello stato ma moralmente danneggia il bene comune. Si passa a criticare il supermoralismo che erige i principi morali ad idoli a cui sacrificarsi e si sostiene che i principi morali siano "regole supreme di una attività concreta che mira ad un'opera da fare in tali e tal'altre condizioni mediante regole più prossime e mediante le regole mai tracciate anteriormente della virtù della prudenza che applicano i principi etici ai casi particolari nel clima di una volontà concretamente diritta".

Il politico in molti casi deve tollerare dei mali la cui interdizione comporterebbe mali maggiori e non deve valutare il bene e il male astrattamente ma valutare l'energia di realizzazione storica e il coefficiente di avvenire di essi. La politica non si confronta con pure essenza ma con essenza che agiscono nell'esistenza e non può la morale separarsi dalla vita e dalla storia. Il principio del male minore è fondamentale in politica, se il male c'è e non può essere rimosso, bisogna accettare la situazione e battersi "per raddrizzare nel senso del bene le conseguenze del fatto compiuto". L'unico modo per uscire dalla contraddizione fra giustizia e prosperità è ammettere "un sovrano governo politico dell'universo" cioè Dio. Si passano poi ad esaminare i cosiddetti "pseudo realismi":
- il primo realismo è il più superficiale ed è costituito da coloro che non credono che alla forza, a ciò che appare superficialmente e non colgono i processi profondi della storia;
- il secondo più profondo, è il machiavellismo, questi di realisti nutrono un forte pessimismo nei riguardi delle capacità dell'uomo e confidano nello Stato come unico argine all'egoismo dell'uomo;
- il terzo è quello dell'utopia diventata scienza (comunismo) che ritiene che il motivo per cui l'uomo non gode di una condizione divina è perché nel mondo c'è un'abominazione che lo lega e afferma che contro di essa tutti i mezzi sono leciti e tutti coloro che non partecipano a questa liberazione non sono degni di essere chiamati uomini.

Si passa ad affrontare la questione operaia: Maritain ritiene un grande guadagno la presa coscienza della dignità del lavoro e della dignità operaia pur essendo tale conquista stata deformata dal marxismo e non nega neppure l'esistenza di conflitto fra le classi o una missione del proletariato ma al contrario del marxista non accetta che il lavoro diventi l'essenza dell'uomo né la lotta di classe. Per il cristiano tutti devono partecipare al rinnovamento temporale del mondo anche se può essere che "sia classe operaia a fornire la base sociologica " del cambiamento. L'unico modo per la classe operaia per diventare persona è liberarsi dal materialismo e dall'ateismo;in caso contrario la lotta per emancipazione andrà incontro inevitabilmente a delusioni ed inganni. Un'altra condizione necessaria per questo rinnovamento è un forte sforzo da parte dei cristiani "di integrare, purificandole dagli errori anticristiani, le verità viste o presentite attraverso lo sforzo di emancipazione sociale che si è prodotto durante tutta l'età moderna". Si affronta la questione dei mezzi che si possono utilizzare: Maritain non respinge nessun mezzo umano, neppure i cosiddetti "mezzi carnali di guerra" (guerra, sciopero e insurrezione) per il compimento dell'opera ma chiede che questi mezzi vengano purificati e resi degni dell'uomo e critica coloro che "esigono che le coscienze rifiutino di collaborare all'opera comune degli uomini quando i mezzi impuri si mescolano per accidente". Segue un forte e netto attacco allo spiritualismo i farisaico: "La paura l'imbrattarsi entrando nel contesto della storia è una paura farisaica. Non si può toccare la carne dell'essere umano senza imbrattarsi le dita. La Chiesa cattolica non ha mai avuto paura di cessare di essere pura, toccando le nostre impurità. Se invece d'essere nel cuore, la purezza sale alla testa crea settari ed eretici. Alcuni sembrano pensare che por mano al reale, a questo universo concreto delle cose umane ove il peccato esiste e circola, è contrarre peccato come se il peccato si contraesse dal di fuori e non dal di dentro". Ma è necessario che prima dell'utilizzo dei "mezzi carnali di guerra" sia pure opportunamente purificati si ricorra ai mezzi spirituali di guerra cioè i mezzi dell'Amore e della Verità, i soli capaci di compensare e volgere in vittoria l'inferiorità che nell'ordine dei mezzi carnali di guerra sopravviene al cristiano dal fatto che egli si obbliga a regolarli con giustizia. Si tenta poi di delineare cronologicamente le fasi anteriori all'instaurazione di una nuova società cristiana che saranno segnate dal definitivo crollo dell'umanesimo antropocentrico mentre molto lentamente e fra gravi difficoltà sulle sue rovine germoglieranno i semi della nuova Cristianità. 
Ma su quale principi si baserà l'azione politica?

Non sarà certo un'azione politica a obbiettivo ravvicinato in previsione di un'imminente rivoluzione proletaria o totalitaria ma un'azione politica a lunga portata in previsione della realizzazione dell'ideale storico cristiano-temporale. Un ideale che non potrà mai dirsi cosa fatta al contrario dell'utopia marxista è, che senza disinteressarsi delle necessità presenti, del corpo sociale indirizzi l'azione politica di uno o più gruppi politici di ispirazione cristiana ad un obiettivo a lunga scadenza. Si passa poi ad affermare che non spetta né all'Azione cattolica né alla Chiesa elaborare soluzioni politiche ma ai laici e si auspica la nascita di nuove formazioni politiche laiche di ispirazione cristiana che abbiano come principi il rispetto della persona e la forza dell'amore evangelico, alla cui base ci sia una profonda rivoluzione spirituale e un vasto lavoro di preparazione, e che si votino alla trasformazione della società. La loro opposizione sia al marxismo che al fascismo determinerà l'impossibilità di esse a stringere accordi sia con le forze fasciste sia con quelle comuniste se non nei confronti di obbiettivi neutri e con significato "materiale". Se queste formazioni non sorgeranno, in tal caso i totalitarismi trionferanno. Il comunismo suscita una difesa di tipo fascista che a sua volta suscita una reazione comunista, entrambi i totalitarismi elevano l'odio per il nemico a virtù, entrambi sono votati alla guerra di classi o di nazioni, entrambi reclamano "l'amore messianico con il quale deve essere amato il Regno di Dio"ed entrambi conducono l'uomo ad umanesimo disumano che è "l'umanesimo ateo della dittatura del proletariato o l'umanesimo idolatrico di Cesare o umanesimo zoologico del sangue e della razza". Il marxismo almeno, pur nella sua aberrazione, stimola su un processo positivo cioè quello del superamento del capitalismo, il fascismo invece si caratterizza come estrema difesa dal capitalismo in chiave di socialismo nazionale. Il fascismo, pur invocando grandi verità sociali politiche come la critica all'individualismo, alla falsa democrazia, l'amore per la patria, istinto di comunità nazionale, le utilizza per scopi particolari (imperialismo, riforma dello stato, recuperò della sovranità) e manca di un principato creativo interno ordinato capace di umanizzare tramite quei valori il processo di decomposizione e mutazione del capitalismo.

Anche il fascismo è di fatto ateo: in quanto pur affermando che Dio esiste, lo rende un idolo cioè difensore di una razza o di un popolo. Non è un caso infatti: "Senza dubbio il potere civile, dopo Costantino ha sempre cercato di utilizzare e sviare ai propri fini la stessa religione cristiana". Ma almeno in Italia al contrario della Germania nazista il totalitarismo fascista che è stato spezzato a metà dalla resistenza della Chiesa cattolica nel suo tentativo di inglobare la sfera spirituale nello Stato e la rivendicazione fascista di controllo dell'uomo nella sua totalità si è dovuta limitare alla sfera temporale. Rimane solo il martirio come soluzione? Maritain si augura di no e che sorgano forze cristiani capaci di impedire il sorgere dei totalitarismi. Ma "se il mondo purifica i cristiani con lo spargere il loro sangue, nello stesso tempo il sangue dei cristiani purificherà il mondo". Il cristiano è rinchiuso in una tragedia? Egli vede sorgere il marxismo, un'ideologia atea, totalitaria e materialista ma se guarda i comunisti vede "una fame e una sete di giustizia che ignora il proprio nome", riconosce che senza le gravi omissioni di generazioni di cristiani, il marxismo non si sarebbe diffuso, sa che il comunismo è "parassita di un movimento storico di emancipazione della forza lavoro", che trae la sua forza dalle verità cristiane "che si sono corrotte a furia di attendere" , che anche se rivolta contro Dio quella è la voce dei poveri e che nessuno nella storia ha ottenuto niente se non con la forza. Questo non attenua la gravità del comunismo ma mostra che il comunismo è "segnato dal segno soprannaturale della spada di Dio nella storia e che per poterlo superare bisogna prima vincersi".

Il cristiano non è chiuso nella tragedia. Ha con sé la forza dell'amore insegnatogli dai santi. Oppure i cristiani di oggi pensano che il cristianesimo possa essere vissuto solo sulla carta? È inevitabile che un certo mondo cristiano "decorativo" reagisca negativamente a questo appello." Ma nuove nascite avverano. È anche una legge statistica che le scoperte difficili di cui si ha più bisogno la crescita della storia, si fanno raramente senza il soccorso delle energie dell'errore e di calamità. Le purificazioni che avrebbero salvato tutto, si producono allora dopo che tutto è stato rovinato e comincia a rifiorire. Così va il corso del mondo. Gli stessi che hanno aiutato i santi a santificarsi bruciandoli a fuoco lento traggono profitto dai loro meriti e nutrono la gloria dei crocifissi una volta che siano stati canonizzati i luoghi comuni della loro eloquenza e la prosperità delle loro imprese e non mancheranno dal preparare nuovi santi per nuovi dolori e nuove canonizzazioni. I mondi che sono sorti nell'eroismo, tramontano nella fatica, affinché vengano a loro volta nuovi eroismi e nuove sofferenze che faranno sorgere altri mondi. La storia umana cresce così perché non si ha là un processo di ripetizione ma di espansione e progresso; cresce, come una sfera di espansione, ravvicinandosi insieme alla sua doppia consumazione: nell'assoluto di quaggiù, ove l'uomo è dio senza Dio; e nell'assoluto dell'atto ove è Dio con Dio."

### Struttura dell'azione
Così si chiude l'Umanesimo Integrale, ma Maritain aggiunse un allegato - "Struttura dell'azione" - che chiarisce alcuni concetti. Si distingue nettamente senza separare piano temporale (ove pur essendo Dio il Fine ultimo si mira a beni diversi dalla vita eterna) e spirituale (ove si ha come fine la vita eterna) e il primo deve essere vivificato dal secondo. Poi si distingue fra l'agire in quanto cristiani impegnando la Chiesa e nella sfera spirituale o spirituale che tocca il temporale (cioè la difesa degli interessi della Chiesa nelle questioni miste e in questo campo è richiesta l'unione di tutti i cattolici) ed agire da cristiani impegnando solo il singolo cristiano nel campo temporale. In questo campo il pluralismo delle posizioni politiche anche fra cattolici è inevitabile e "si andrebbe in modo contrario alla natura delle cose e dunque molto pericoloso, reclamare su questo piano un'unione dei cattolici che potrebbe essere là solo artificiale e ottenuta sia con una materializzazione politica delle energie religiose (il che si è visto troppo spesso con i «partiti politici» quali il «centro» tedesco), sia con un indebolimento delle energie sociali del cristiano e una specie di fuga nei principi generali".

## Edizioni
- Jacques Maritain, Umanesimo integrale, Borla, 2002,  p. 336.